# Ула Сульбаккен
Ула Сельвог Сульбаккен (норв. Ola Selvaag Solbakken, нар. 7 вересня 1998, Мельгус, Норвегія) — норвезький футболіст, форвард італійської «Роми» і збірної Норвегії. На правах оренди грає за «Емполі».

## Клубна кар'єра
Ула Сульбаккен народився у містечку Мельгус і грати у футбол починав у місцевому клубі з нижчих дивізионів. У 2013 році нападник приєднався до футбольної школи «Русенборга», де провів чотири роки. Але пробитися до основи норвезького гранда Сульбаккен не зумів і у 2018 році перейшов до іншого клубу з Елітсерії — «Рангейм».
У грудня 2019 року Сульбаккен підписав дворічний контракт з клубом «Буде-Глімт». З 1 січня 2020 контракт вступив в дію. Разом із клубом в першому ж сезоні Сульбаккен виграв національний чемпіонат.
2 січня 2023 року приєднався до лав італійської «Роми», з якою уклав контракт до 2027 року. Протягом другої половини сезону 2022/23 виходив на поле у 14 іграх Серії A, забивши один гол. 2 вересня того ж року на умовах оренди перейшов до грецького «Олімпіакоса».

## Виступи за збірні
2015 року провів три гри у складі юнацької збірної Норвегії (U-17).
2021 року дебютував в офіційних матчах у складі національної збірної Норвегії.

## Статистика виступів

### Статистика клубних виступів
Станом на 2 вересня 2023
| Сезон                  | Клуб                   | Чемпіонат              | Чемпіонат | Чемпіонат | Національний кубок | Національний кубок | Національний кубок | Континентальні кубки | Континентальні кубки | Континентальні кубки | Інші змагання | Інші змагання | Інші змагання | Усього | Усього |
| Сезон                  | Клуб                   | Ліга                   | Ігор      | Голів     | Ліга               | Ігор               | Голів              | Ліга                 | Ігор                 | Голів                | Ліга          | Ігор          | Голів         | Ігор   | Голів  |
| ---------------------- | ---------------------- | ---------------------- | --------- | --------- | ------------------ | ------------------ | ------------------ | -------------------- | -------------------- | -------------------- | ------------- | ------------- | ------------- | ------ | ------ |
| 2018                   | «Рангейм»              | ЕС                     | 11        | 0         | КН                 | 2                  | 0                  | -                    | -                    | -                    | -             | -             | -             | 13     | 0      |
| 2019                   | «Рангейм»              | ЕС                     | 26        | 4         | КН                 | 4                  | 2                  | -                    | -                    | -                    | -             | -             | -             | 30     | 6      |
| Усього за «Рангейм»    | Усього за «Рангейм»    | Усього за «Рангейм»    | 37        | 4         |                    | 6                  | 2                  |                      | -                    | -                    |               | -             | -             | 43     | 6      |
| 2020                   | «Буде-Глімт»           | ЕС                     | 22        | 3         | -                  | -                  | -                  | ЛЄ                   | 2                    | 0                    | -             | -             | -             | 24     | 3      |
| 2021                   | «Буде-Глімт»           | ЕС                     | 26        | 6         | КН                 | 3                  | 0                  | ЛК                   | 15                   | 7                    | -             | -             | -             | 44     | 13     |
| 2022                   | «Буде-Глімт»           | ЕС                     | 15        | 4         | КН                 | 2                  | 0                  | ЛЧ+ЛЄ                | 1+5                  | 0                    | -             | -             | -             | 23     | 4      |
| Усього за «Буде-Глімт» | Усього за «Буде-Глімт» | Усього за «Буде-Глімт» | 63        | 13        |                    | 5                  | 0                  |                      | 23                   | 7                    |               | -             | -             | 91     | 20     |
| січ.-черв. 2023        | «Рома»                 | A                      | 14        | 1         | КІ                 | 0                  | 0                  | ЛЄ                   | -                    | -                    | -             | -             | -             | 14     | 1      |
| серп. 2023             | «Рома»                 | A                      | 1         | 0         | КІ                 | -                  | -                  | ЛЄ                   | -                    | -                    | -             | -             | -             | 1      | 0      |
| Усього за «Рому»       | Усього за «Рому»       | Усього за «Рому»       | 15        | 1         |                    | -                  | -                  |                      | -                    | -                    |               | -             | -             | 15     | 1      |
| серп. 2023–24          | «Олімпіакос»           | СЛ                     | 0         | 0         | КГ                 | 0                  | 0                  | ЛЄ                   | 0                    | 0                    | -             | -             | -             | 0      | 0      |
| Усього за кар'єру      | Усього за кар'єру      | Усього за кар'єру      | 115       | 18        |                    | 11                 | 2                  |                      | 23                   | 7                    |               | -             | -             | 149    | 27     |

### Статистика виступів за збірну
Станом на 12 жовтня 2023 року
| Дата       | Місто     | Господарі  | Результат | Гості     | Турнір            | Голи | Примітки  |
| ---------- | --------- | ---------- | --------- | --------- | ----------------- | ---- | --------- |
| 13-11-2021 | Осло      | Норвегія   | 0 – 0     | Латвія    | Відбір до ЧС 2022 | -    | 82' 90+4' |
| 16-11-2021 | Роттердам | Нідерланди | 2 – 0     | Норвегія  | Відбір до ЧС 2022 | -    | 46'       |
| 17-11-2022 | Дублін    | Ірландія   | 1 – 2     | Норвегія  | товариський матч  | -    | 63'       |
| 20-11-2022 | Осло      | Норвегія   | 1 – 1     | Фінляндія | товариський матч  | -    | 46'       |
| 25-3-2023  | Малага    | Іспанія    | 3 – 0     | Норвегія  | Відбір до ЧЄ 2024 | -    | 74'       |
| 28-3-2023  | Батумі    | Грузія     | 1 – 1     | Норвегія  | Відбір до ЧЄ 2024 | -    | 80' 82'   |
| 17-6-2023  | Осло      | Норвегія   | 1 – 2     | Шотландія | Відбір до ЧЄ 2024 | -    | 63'       |
| 20-6-2023  | Осло      | Норвегія   | 3 – 1     | Кіпр      | Відбір до ЧЄ 2024 | 1    | 58'       |
| 7-9-2023   | Осло      | Норвегія   | 6 – 0     | Йорданія  | товариський матч  | -    | 61'       |
| 12-9-2023  | Осло      | Норвегія   | 2 – 1     | Грузія    | Відбір до ЧЄ 2024 | -    | 71'       |
| 12-10-2023 | Ларнака   | Кіпр       | 0 – 4     | Норвегія  | Відбір до ЧЄ 2024 | -    | 63'       |
| Усього     |           | Матчів     | 11        |           | Голів             | 1    |           |

## Титули і досягнення
Буде-Глімт
 Чемпіон Норвегії: 2020, 2021